# Ilse Aichinger
Ilse Aichinger (Bécs, 1921. november 1. – Bécs, 2016. november 11.) osztrák írónő.

## Pályafutása
Ilse Aichinger jómódú polgári családban nőtt föl, édesanyja zsidó orvosnő volt. Élete első éveit Linzben töltötte és Bécsben járt iskolába, 1939-ben érettségizett. Fél zsidóként az akkor osztrák állam nem engedélyezte az egyetemi tanulmányt, munkaszolgálatra hívták be.
A háború után néhány évig orvostanhallgató volt, majd az S. Fisher kiadónál lett lektor Frankfurt am Mainban és az új Ulmi Formatervezési Főiskola létrehozásában segédkezett. A Gruppe 47 irodalmi társulás találkozóján ismerkedett meg Günter Eichhal; 1953-ban házasodtak össze és 1963-ban a Salzburg közelében fekvő Großgmainba költöztek. 1984-ben I. Aichinger újra Frankfurt am Mainba költözött, majd 1989-ben Bécsbe. Számos magas kitüntetést kapott, 1952-ben a Gruppe 47 díját.
Írásai elbeszélő próza, hangjáték és költészet. Első regénye az önéletrajzi hangvételű Die größere Hoffnung (Nagyobb remény), amelyben egy zsidó anya és lánya történetét meséli el Bécsben a deportálások idején, állandó félelemben, jellegzetesen expresszív képekben. Az ezt követő elbeszéléseiben, hangjátékaiban és verseiben a valóság háttérbe szorul, a szövegek lerövidülnek – részben abszurd, irreális, álomszerű jelenetekké – és létmeghatározó események kerülnek a középpontba. Az olyan elbeszélési mint Der Gefesselte vagy Spiegelgeschichte nagy hatással voltak a jelenkori német irodalomra.

## Legfontosabb művei
- Die größere Hoffnung (1948)
- Rede unter dem Galgen (1952)
- Der Gefesselte (1953)

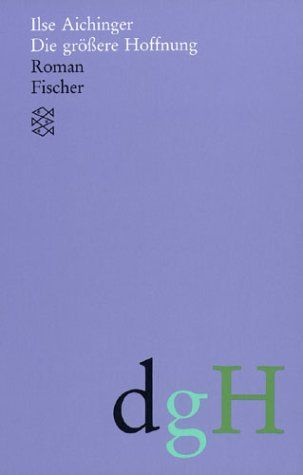
Die größere Hoffnung borítója, Werk-Ausgabe 1991, Otl Aicher tervei alapján

- Zu keiner Stunde (1957; bővített kiadás: 1980)
- Besuch im Pfarrhaus. Ein Hörspiel. Drei Dialoge (1961)
- Wo ich wohne. Erzählungen. Gedichte. Dialoge (1963)
- Eliza Eliza (1965)
- Nachrichten vom Tag (1970)
- Schlechte Wörter. Prosa und das Hörspiel 'Gare maritime' (1976)
- Verschenkter Rat (1978)
- Meine Sprache und ich (1978)
- Kleist, Moos, Fasane (1987; bővített kiadás: 1996)
- Film und Verhängnis. Blitzlichter auf ein Leben (2001)
- Kurzschlüsse. Wien (szerkesztette: Simone Fässler, 2001)

## Magyarul
- Tél, festve; ford. Tóth Bálint / Március; ford. Görgey Gábor / Külországban; ford. Görgey Gábor / Belvedere; ford. Sárközy Elga; in: Özönvíz után. Válogatás a Gruppe 47 német írócsoport műveiből; vál., bev., jegyz. Vizkelety András; Európa, Bp., 1964
- Ráhel ruhái. Prózaválogatás; összeáll. Széll Zsuzsa, ford. Blaschtik Éva; Múlt és Jövő, Bp., 2003